# Reanimation
Reanimation je remixové album americké nu-metalové skupiny Linkin Park vydané 30. července 2002. Reanimation následuje po prvním studiovém CD kapely nazvaném Hybrid Theory, jehož všechny písně jsou zremixovány právě na této desce. Remixy jsou ovlivněny hlavně hip hopem a elektronikou, přičemž se na nahrávce vyskytují i o něco tvrdší songy. Ačkoliv Reanimation obsahuje pouze remixy, velice dobře se umístilo na hitparádách po celém světě. V prvním týdnu se prodalo 270 000 kusů alb a ve Spojených státech se stala nahrávka platinová.
MTV 2 vytvořilo video na každou píseň z Reanimation, ovšem videa se dočkala jen pár odvysílání. Oficiální video má "Frgt/10", "Kyur4 Th Ich", "Enth E Nd a "Pts.of.Athrty", což je také jediný singl z CD. Linkin Park v několika případech předvedli songy z Reanimation živě, například "P5HNG ME A*WY" se nachází na živém albu Live in Texas a "1Stp Klosr" je párkrát hráno společně s Jonathanem Davisem.

## Seznam skladeb
1. "Opening" – 1:07
2. "Pts.Of.Athrty" - 3:45 Videoklip
3. "Enth E Nd" – 3:59 Videoklip
4. "[Chali]" – 0:23
5. "Frgt/10" – 3:32 Videoklip
6. "P5hng Me Awy" – 4:37 Videoklip
7. "Plc.4 Mie Haed" – 4:20
8. "X-Ecutioner Style" - 1:49
9. "H! Vltg3" – 3:30
10. "[Riff Raff]" – 0:21
11. "Wth You" – 4:12
12. "Ntr\Mssion" – 0:29
13. "Ppr:Kut" – 3:26
14. "Rnw@y" – 3:13
15. "My Dsmbr" – 4:17
16. "[Stef]" – 0:10
17. "By_Myslf" – 3:42
18. "Kyur4 th Ich" – 2:32 Videoklip
19. "1stp Klosr" – 5:46
20. "Krwlng" - 5:42

### Japonská edice
1. "Buy Myself" (remix písně "By Myself" od Marilyna Mansona) - 4:26

### iTunes bonusové nahrávky
1. „One Step Closer“ (koncertní verze LP Underground Tour 2003) - 3:42
2. „By Myself“ (remix od Marilyna Mansona) - 4:16
3. „My December“ (koncertní verze Projekt Revolution Tour 2002) - 4:27

## Umístění
| Rok  | Hitparáda      | Pozice |
| ---- | -------------- | ------ |
| 2002 | USA            | 2      |
| 2002 | Nizozemí       | 4      |
| 2002 | Velká Británie | 3      |
| 2002 | Německo        | 3      |
| 2002 | Japonsko       | 32     |
| 2002 | Nový Zéland    | 8      |

## Obsazení

### Linkin park
- Chester Bennington - vokály
- Rob Bourdon - bicí
- Brad Delson - sólová kytara
- Joe Hahn - turntábly, samplování, klávesy
- Mike Shinoda - vokály, rytmická kytara, klávesy, piano
- Dave Farrell - Basová kytara, viola, cello